# Champaner-Pavagadhs arkeologiska park

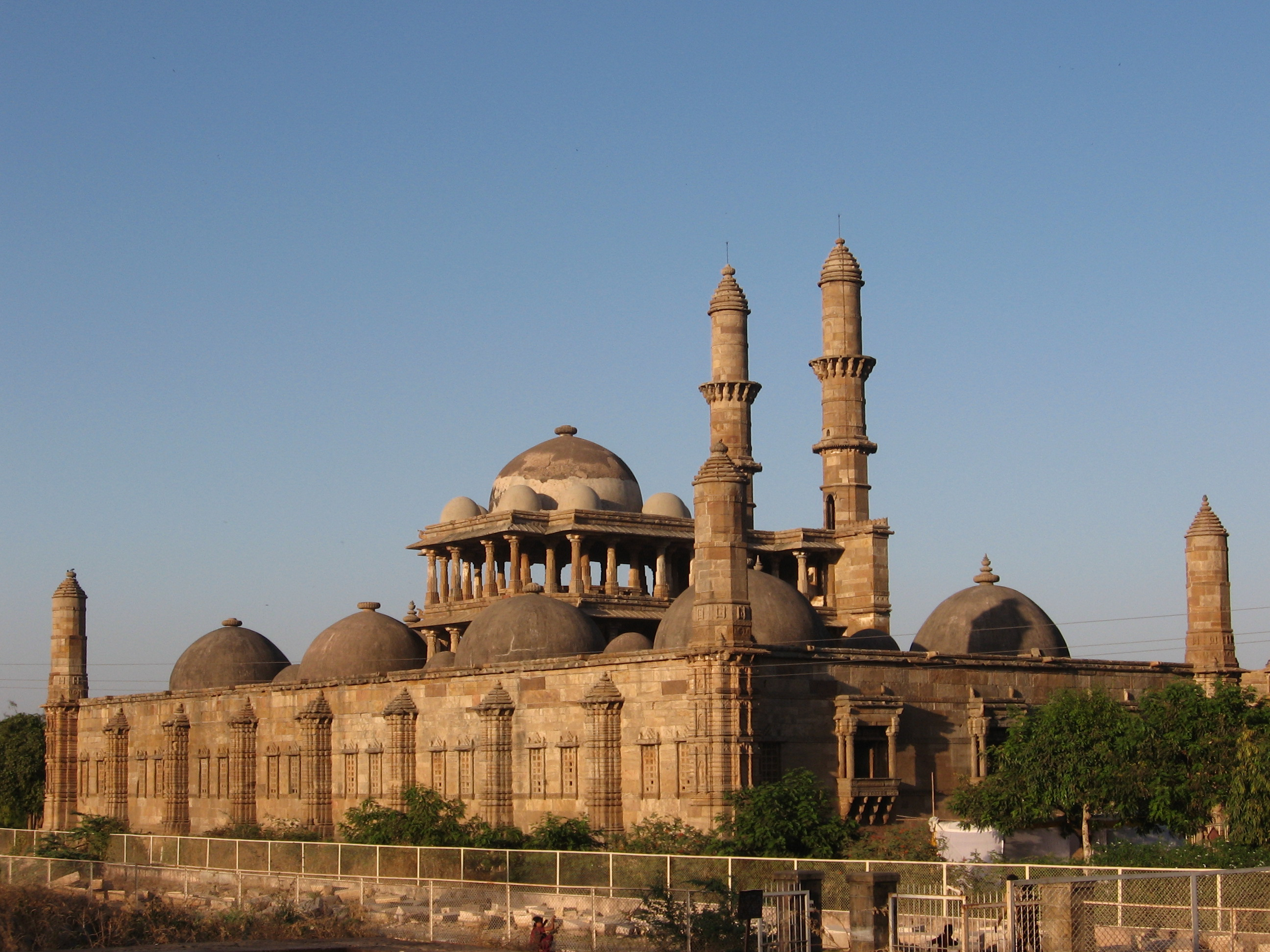
Stora moskén i Champaner.

Champaner-Pavagadhs arkeologiska park består av fornminnen på en rad olika platser i distriktet Panch Mahals i den indiska delstaten Gujarat.
Det rör sig om till största delen ej utgrävda platser av arkeologiskt och kulturhistoriskt intresse.
1. Ett fort på en kulle, en tidig hinduisk huvudstad
2. religiösa byggnader, fortifikationer, palats, vattenledningssystem
3. Kalikamatatemplet på Pavagadh Hill, den enda existerande islamiska ruinstaden på Indiska halvön från tiden före stormogulerna.
4. Jami Masjid, "Stora moskén", en förebild för senare islamisk arkitektur i Indien
5. Blandningen av hinduisk och islamisk arkitektur

Parken sattes 2002 upp på Unescos världsarvslista